# Zdeněk Bergman (pedagog)
Zdeněk Bergman (* 16. srpna 1959 Teplice) je učitel a bývalý ředitel Gymnázia Teplice, od roku 2014 zastupitel města Teplice za hnutí Volba PRO! Teplice. V říjnu 2018 a v červnu 2020 neúspěšně kandidoval do Senátu Parlamentu ČR.

## Život
Zdeněk Bergman se narodil v Teplicích, jeho rodina pochází z Mošnova. V okolí rodné obce navštěvoval základní devítileté školy Bukovice (1965–1969), Hradiště (1969–1970) a Kostomlaty pod Milešovkou (1970–1974). V letech 1974–1978 absolvoval Gymnázium Teplice. Od roku 1978 do roku 1983 studoval učitelství matematiky a zeměpisu na Přírodovědecké fakultě Univerzity Karlovy. Tamtéž v roce 1988 v rámci postgraduálního studia získal titul doktor přírodních věd. Hovoří anglicky a rusky.
Od roku 1983 (s přestávkou povinné prezenční vojenské služby) učí na Gymnáziu Teplice, největším gymnáziu v okrese Teplice. V roce 1992 uspěl v konkurzu na ředitele školy a místo obhájil i v dalších výběrových řízeních. Ředitelem byl až do roku 2024, kdy ho z funkce odvolala Rada Ústeckého kraje. Pod jeho vedením se škola významným způsobem rozšířila (o budovy B a C a sportovní areál s bioparkem) a získala četná ocenění.
Je podruhé ženatý, má jednu dceru.

## Reakce na výzvu k vyloučení Eman Ghalebové ze školy
Eman Ghalebová, studentka Gymnázia Teplice, která z náboženských důvodů nosí šátek jako pokrývku hlavy, je jednou z prvních muslimských studentek v Česku, která se ve vyhrocené době uprchlické krize kvůli tomuto náboženskému symbolu dostala do zájmu médií. Ghalebová se v roce 2015 se svým otcem a dalšími členy teplické muslimské obce významně angažovala v uklidnění vášní kolem arabských návštěvníků parku v Šanově. Zdeněk Bergman jí za příkladnou občanskou angažovanost udělil pochvalu ředitele školy a na konci roku ji ocenil mezi jinými studenty veřejně na vánoční akademii školy.
V dubnu 2016 Bergman po kampani na Facebooku obdržel několik desítek e-mailů s výzvou, aby vyloučil Eman Ghalebovou ze školy. Bergman zveřejnil na Facebooku své prohlášení, ve kterém se Ghalebové zastal. Studentku podpořila na YouTube i část jejích spolužáků; od toho se však Bergman distancoval, protože si nepřál, aby iniciativa budila dojem jím zorganizované akce. Na kauzu hojně reagovala média. Zdeněk Bergman vysvětloval svůj postoj např. v rozhovoru pro DVTV, k tématu vyšel profilový článek v týdeníku Respekt.

## Kritika vulgárních výroků prezidenta

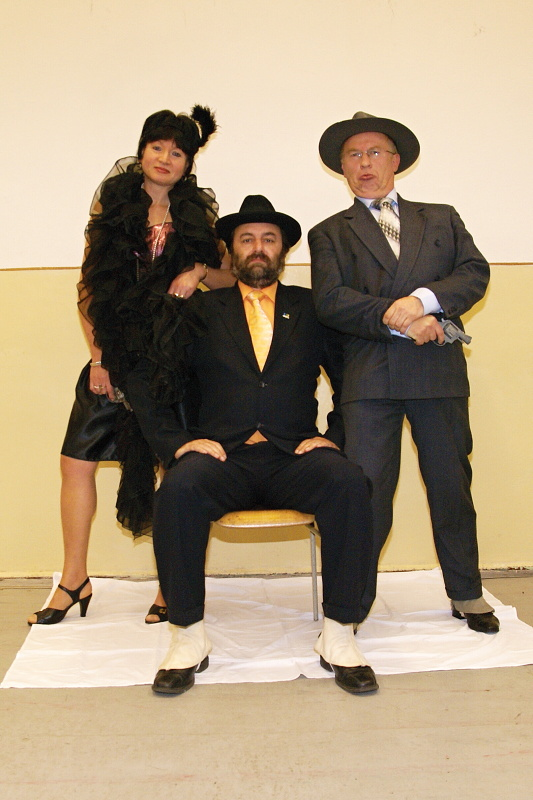
Zdeněk Bergman (uprostřed) společně s kolegy.

Zdeněk Bergman reagoval na vulgarity pronesené prezidentem Milošem Zemanem 16. 10. 2018 v rozhovoru pro veřejnoprávní rozhlas. Na své facebookové stránce o den později napsal: „Před čtyřmi lety jsem nechal svěsit obrazy pana prezidenta, které do té doby visely na čelní stěně každé učebny. Důvodem bylo chování, za které ve škole dávám ředitelskou důtku – použití sprostých slov ve veřejném projevu. Nyní, po rozhovoru pana prezidenta pro Český rozhlas, jsem školníkovi uložil, ať ty obrazy zahrabe do kompostu.“ Jak později prohlásil v rozhovoru pro DVTV a Deník N, slova o kompostu byla nadsázkou, obrazy jsou nadále uskladněny. Už při prvních vulgaritách prezidenta v roce 2014 nechal Bergman portréty sundat a vyměnil je za podobizny J. A. Komenského.
Přestože se tedy s obrazy prezidenta nic nestalo, vyjádření mělo velkou odezvu. Poslankyně Tereza Hyťhová (SPD) navrhla náměstkovi hejtmana Ústeckého kraje Petru Šmídovi Bergmanovo odvolání; ten po řediteli žádal omluvu. Bergman odmítl omluvu za svůj postoj, nicméně vyjádřil lítost nad tím, že se pan Šmíd musí takovou věcí zabývat a osobně ho to obtěžuje. Šmíd prohlásil, že Bergman může v souvislosti s touto kauzou přijít o roční odměny. Bergmana se následně zastala např. Učitelská platforma; podle jeho vlastních slov na Facebooku dostal řadu podpůrných zpráv a nabídek na peněžní sbírku, aby o odměny nepřišel. Rada Ústeckého kraje nakonec Bergmanovi odměnu přiznala – za kritiku prezidenta tedy finančně potrestán nebyl.

## Občanské a charitativní aktivity
Zdeněk Bergman je společensky značně angažovaný. Mezi spolky dominují především odborné společnosti (Česká geografická společnost, Společnost přátel pro průzkum světa ad.) a lokální organizace zaměřené na Teplice a jejich okolí (Pro arte Beuronensi, Lions Club Teplice ad.). Od roku 1995 je členem Asociace ředitelů gymnázií, vykonává v ní funkci místopředsedy sekce Ústeckého kraje. V roce 2011 se stal členem Vědecké rady Pedagogické fakulty Univerzity J. E. Purkyně v Ústí nad Labem.

### Přehled členství v organizacích
- SSM – Socialistický svaz mládeže – 1974–1984
- ČSVTS – Československá vědeckotechnická společnost – 1985–1990 (předseda pobočky)
- ČGS – Česká geografická společnost – od roku 1985
- SPPS – Společnost přátel pro průzkum světa – od roku 1990
- AŘG – Asociace ředitelů gymnázií – členem od roku 1995 do 2024 (poté uděleno čestné členství)
- Mensa ČR – 1995–1998
- Pro arte Beuronensi, o. s. – od roku 2006
- Pro polis Teplice, o. p. s. – od roku 2009 (člen dozorčí rady)
- PF UJEP – Pedagogická fakulta UJEP – 2011–2018 (člen Vědecké rady)[8]
- Lions Club Teplice, z. s. – od roku 2013[9]

## Politické působení
V krajských volbách v roce 2012 kandidoval jako nestraník za SZSP na kandidátce subjektu „Koalice SNK ED a SZSP“ do Zastupitelstva Ústeckého kraje, ale neuspěl.
V komunálních volbách v roce 2014 byl jakožto nezávislý na kandidátce subjektu VOLBA PRO! TEPLICE (tj. nezávislí kandidáti, Zelení a KDU-ČSL) zvolen zastupitelem města Teplice. Svými četnými návrhy se zaměřuje především na územní plánování, strategický rozvoj nebo transparentnost radnice. V období 2014–2018 byl členem finančního výboru a členem výboru pro dotace a dopravu.
V komunálních volbách v roce 2018 znovu kandidoval jako nezávislý za Volbu pro Teplice a opětovně získal mandát. Zastupitelstvo města ho zvolilo pověřeným zastupitelem pro přípravu nového územního plánu města Teplice. Mandát zastupitele obhájil i ve volbách v roce 2022. Dále je členem výboru pro rozvoj města.
V dubnu 2018 ohlásil v Krupce kandidaturu ve volbách do Senátu PČR v říjnu 2018, a to v obvodu č. 32 – Teplice jako nestraník za hnutí SENÁTOR 21. Podpořili jej také Zelení. Se ziskem 21,10 % hlasů skončil v prvním kole voleb na 2. místě a ve druhém kole se utkal s občanským demokratem Jaroslavem Kuberou. V něm však prohrál poměrem hlasů 44,39 % : 55,60 %.
V doplňovacích volbách do Senátu PČR v roce 2020 kandidoval za hnutí SEN 21 s podporou TOP 09, LES, Zelených a hnutí JsmePRO! v obvodu č. 32 – Teplice na místo po zesnulém Jaroslavu Kuberovi. V prvním kole skončil druhý se ziskem 22,15 % hlasů. Ve druhém kole jej však porazil kandidát ODS Hynek Hanza, a to poměrem hlasů 42,82 % : 57,17 %. Senátorem se tak opět nestal.